# مأمون البحيري
مأمون بحيري (أكتوبر 1925 - 2002)، وزير مالية سوداني سابق.

## نشأته
مأمون أحمد عبد الوهاب بحيرى، ولد في أم روابة، السودان في أكتوبر 1925م. درس المرحلتين الأولية والوسطي في ودمدني، ثم حصل علي شهادة البكالريوس في الاقتصاد والسياسة والفلسفة من جامعة أكسفورد في المملكة المتحدة.

## الخبرات العلمية والعملية
- كبير مفتشي المالية 1952 – 1954
- مساعد وكيل وزارة المالية 1954 - 1956
- مساعد وكيل وزارة المالية للاقتصاد الخارجي والتنمية 1956 – 1958
- أول رئيس لبنك التنمية الأفريقي - أبيدجان - ساحل العاج - 1964-1970
- عضو مجموعة الأمم المتحدة حول الآثار الاقتصادية والاجتماعية لنزع السلاح 1958
- رئيس اللجنة القومية للتخطيط الفني 1957 – 1963
- رئيس مجلس العملة السودانية 1956 - 1958
- المحافظ المناوب للسودان في صندوق النقد الدولي 1957 – 1962
- أول محافظ لبنك السودان 1958 – 1963
- وزير المالية والاقتصاد 1963 – 1964
- محافظ السودان لدي البك الدولي للإنشاء والتعمير وصندوق النقد الدولي 1963 – 1964
- أول رئيس لبنك التنمية الأفريقى (أبيدجان - ساحل العاج) 1964 – 1970
- أول رئيس لمجلس أمناء الصندوق الخاص للإقليم الجنوبي 1972 – 1974
- رئيس لجنة المالية والاقتصاد الوطني بمجلس الشعب 1974 – 1975
- وزير المالية والاقتصاد 1975 – 1976
- المستشار الاقتصادي لنائب الرئيس ورئيس وزراء السودان

## عمل رئيساً للمؤسسات التالية
- البنك التعاونى السوداني
- البنك السوداني الفرنسي
- شركة النيلين للتأمين
- الخطوط البحرية السودانية
- شركة اليانس للتجارة المحدودة

## وفاته
توفي عام 2002.